# Georgi Kondratiev
Georgi Petrovich Kondratiev o Georgy Petrovich Kondratyev (en bielorruso: Георгій Пятровіч Кандрацьеў; en ruso: Георгий Петрович Кондратьев; Lyubanichi, Unión Soviética; 7 de enero de 1960) es un exfutbolista y entrenador bielorruso.
Como futbolista, se desempeñó de delantero y pasó su carrera en clubes de la Unión Soviética, Ucrania y Bielorrusia. Fue internacional absoluto por la selección de la Unión Soviética entre 1984 y 1986, con la que disputó 14 encuentros.
Tras su retiro comenzó su carrera como entrenador. Fue el entrenador del selección olímpica Bielorrusa en los Juegos Olímpicos de Londres 2012.

## Clubes

### Como jugador
| Club                     | País            | Año       |
| ------------------------ | --------------- | --------- |
| Dvina Vitebsk            | Unión Soviética | 1978-1979 |
| FK Dinamo Minsk          | Unión Soviética | 1980-1988 |
| FC Dinamo Brest (Cedido) | Unión Soviética | 1981      |
| FC Chornomorets Odessa   | Unión Soviética | 1989-1990 |
| FC Lokomotiv Moscú       | Unión Soviética | 1991      |
| SKN St. Pölten           | Austria         | 1991-1992 |
| Metallurg Molodechno     | Bielorrusia     | 1992      |
| FC Temp Shepetivka       | Ucrania         | 1992-1993 |
| BSG Wismut Gera          | Alemania        | 1993      |
| KaIK Kaskinen            | Finlandia       | 1994-1997 |
| FC Slavia-Mozyr          | Bielorrusia     | 1998      |

### Como entrenador
| Club                                        | País        | Año        |
| ------------------------------------------- | ----------- | ---------- |
| FC Slavia-Mozyr (Asistente)                 | Bielorrusia | 1998       |
| FK Dinamo Minsk (Asistente)                 | Bielorrusia | 2000-2002  |
| FK Dinamo Minsk (Interino)                  | Bielorrusia | 2001       |
| Lokomotiv Vitebsk                           | Bielorrusia | 20023-2004 |
| FC Smorgon                                  | Bielorrusia | 2005-2008  |
| Selección sub-21 de Bielorrusia (Asistente) | Bielorrusia | 2006-2008  |
| Selección sub-21 de Bielorrusia             | Bielorrusia | 2009-2011  |
| Selección sub-23 de Bielorrusia             | Bielorrusia | 2011-2012  |
| Selección de Bielorrusia                    | Bielorrusia | 2011-2014  |
| FC Minsk                                    | Bielorrusia | 2015-2017  |
| FC Belshyna Babruisk                        | Bielorrusia | 2018       |
| FC Neman Grodno (Asistente)                 | Bielorrusia | 2019       |
| Selección de Bielorrusia (Asistente)        | Bielorrusia | 2019-2021  |
| Selección de Bielorrusia                    | Bielorrusia | 2021-2023  |

## Palmarés

### Como jugador

#### Títulos nacionales
| Título                                 | Club                   | País            | Año  |
| -------------------------------------- | ---------------------- | --------------- | ---- |
| Primera División de la Unión Soviética | FK Dinamo Minsk        | Unión Soviética | 1982 |
| Copa de la Federación Soviética        | FC Chornomorets Odessa | Unión Soviética | 1990 |